# Pangeo (Gemeinde)
Pangeo (griechisch Παγγαίο [paŋˈgʲɛɔ] (n. sg.)) ist eine Gemeinde im griechischen Ostmakedonien und hat ihren Sitz in der Kleinstadt Eleftheroupoli, die mit 4.360 Einwohnern auch die größte Siedlung der Gemeinde bildet. Weitere Kleinstädte im Gemeindegebiet sind Nea Peramos (3.514 Einwohner) und Nikisiani (2.236 Einwohner).
Die Dörfer und Siedlungen Pangeos wurden im späten Osmanischen Reich im Kaza Pravişte vom heutigen Eleftheroupoli (damals griechisch Pravi, slawisch Pravišta) zusammen verwaltet, dem im Königreich Griechenland nach 1913 die Provinz Pangeo als Verwaltungseinheit folgte. Von 1997 bis 2010 bildeten die Dörfer mit Abschaffung der Provinz fünf Gemeinden, die 2011 zur Gemeinde Pangeo fusioniert wurden.

## Geografie

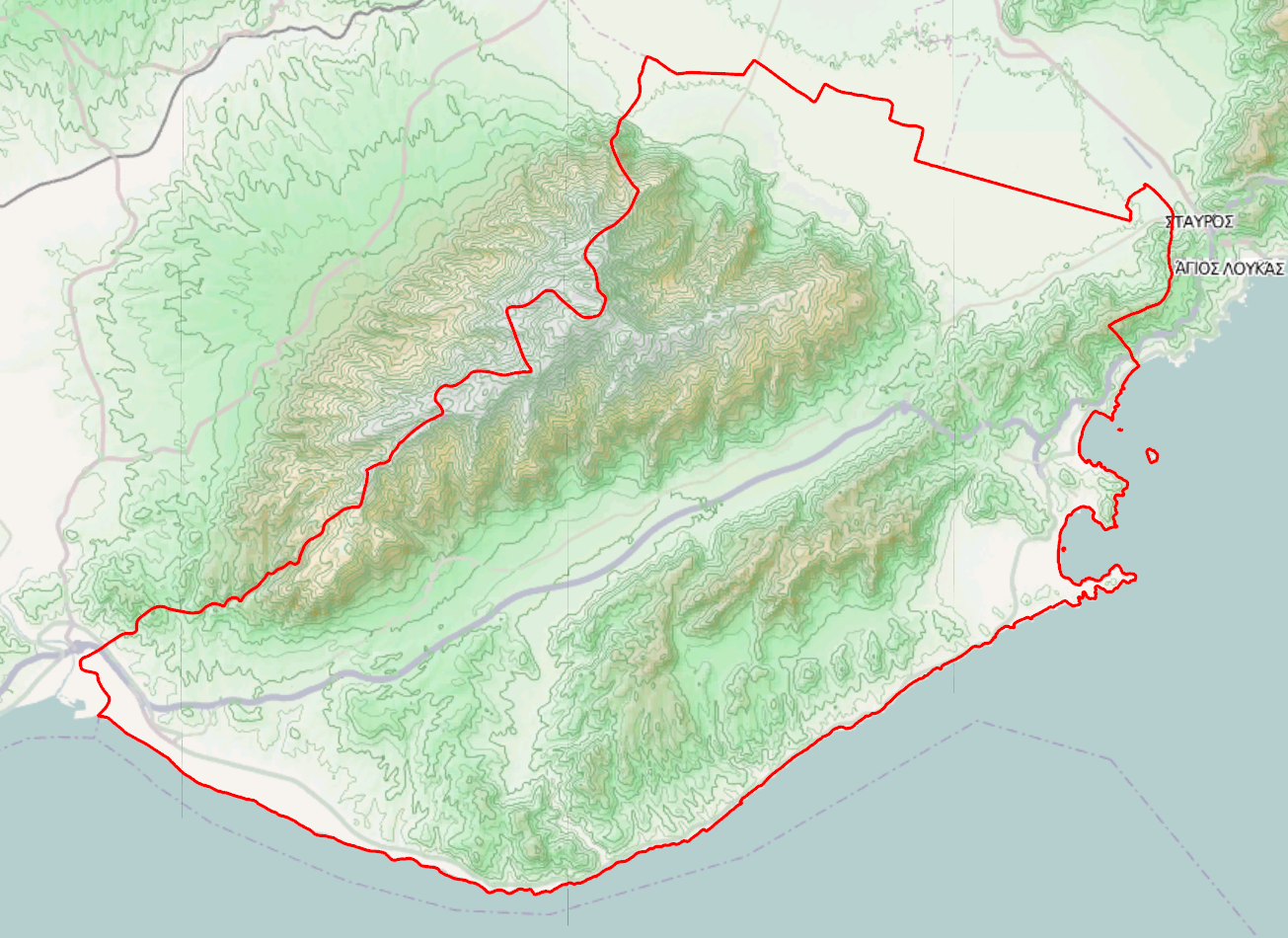
Topografische Karte von Pangeo

Pangeo hat Anteil am Süden und Osten des namensgebenden Bergmassivs Pangeo, dessen höchster Gipfel (1956 m) an der Grenze zur nordwestlichen Nachbargemeinde Amfipoli liegt. Parallel zum Pangeo und an der Küste der südlich angrenzenden Ägäis verläuft die Bergkette des Symvolo (1298 m) im Gemeindegebiet. Zwischen beiden erstreckt sich ein ausgedehntes Tal, in dem sich zahlreiche Dörfer aneinanderreihen. Dieses Tal wird von dem Fluss Marmaras und seinen Nebenflüssen aus beiden Bergmassiven entwässert. Der Marmaras fließt auf 30 km Länge von Nordost nach Südwest und wendet sich bei Akropotamos nach Süden, wo er sich durch die Westausläufer des Symvolo eine Schlucht zur Ägäis gegraben hat, in die er mündet. Sein Einzugsgebiet beträgt 237 km².
Dieses Tal wird westlich durch einen niedrigen Pass vom Schwemmland an der Mündung des Strymonas getrennt; im Nordosten befindet sich bei Akrovouni (Panagia) der Pass zur Ebene von Philippi, zu der das Gebiet um Eleftheroupoli gehört. Diese Ebene wird nicht zur nahen Küste im Süden entwässert, sondern über den Angitis, der bei Nikisiani nördlich aus dem Pangeo kommend nach Westen fließt und in den Strymonas mündet. Die Nachbargemeinden sind hier Doxato und östlich Kavala.
Der Symvolo schirmt das Tal des Marmaras von der nördlichen Ägäisküste ab, die hier so steil ist, dass keine größeren Küstenorte Platz fanden. Nur im Osten der Gemeinde fällt er sanfter zum Meer ab. Nea Perama und Nea Iraklitsa im Osten liegen hier an zwei benachbarten Buchten, erstere an der Bucht von Eleftheres, letztere weiter nördlich am Golf von Paleo. Im Süden der Bucht von Eleftheres schiebt sich das Kap Vrasida ins Meer, zusammen formen sie einen natürlichen Hafen. Bei Nea Peramos mündet außerdem ein kleiner Bergfluss ins Meer, der westlich um Eleftheres ein kleines Schwemmgebiet gebildet hat, das landwirtschaftlich nutzbar ist.

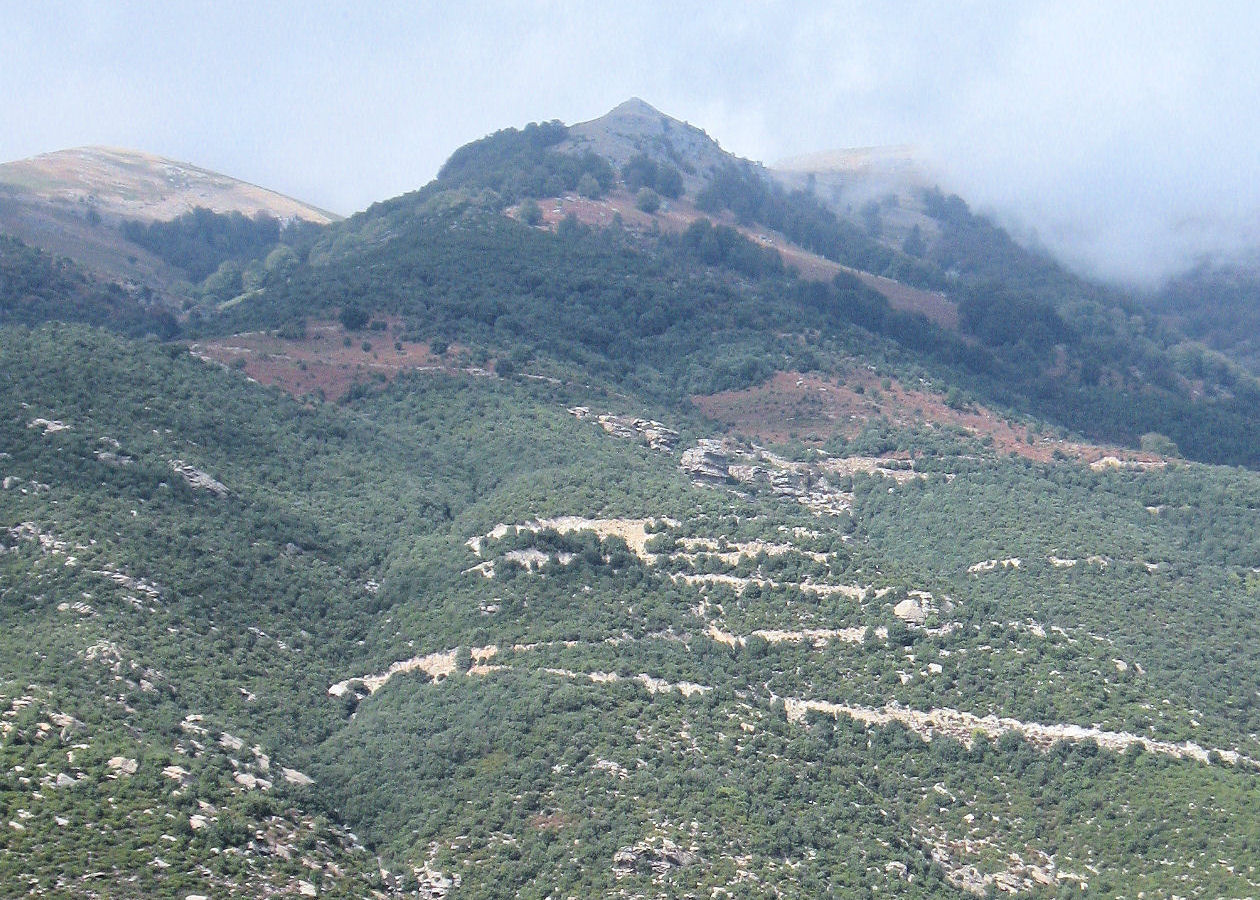
Die Gipfel des Pangeo
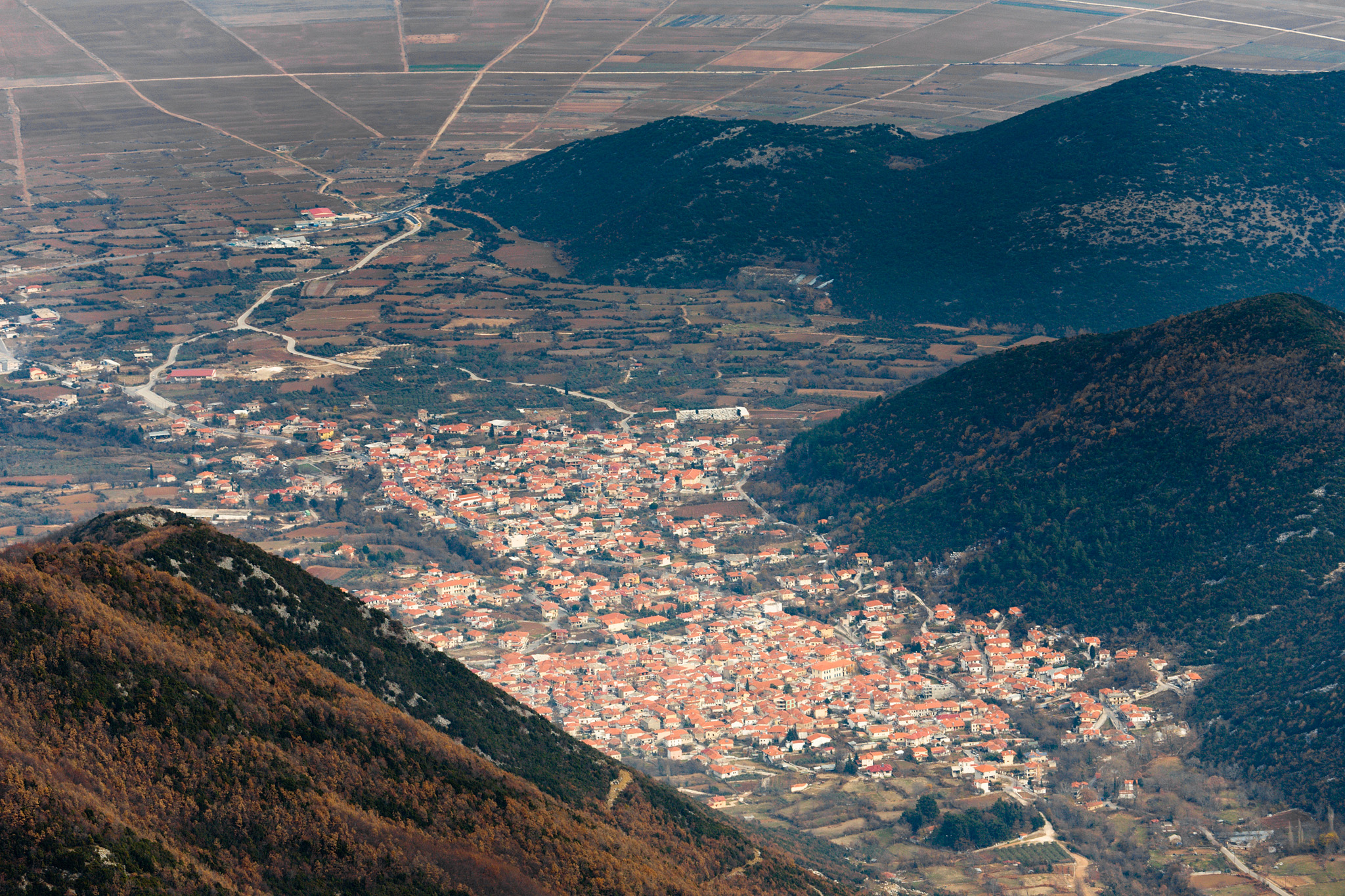
Nikisiani
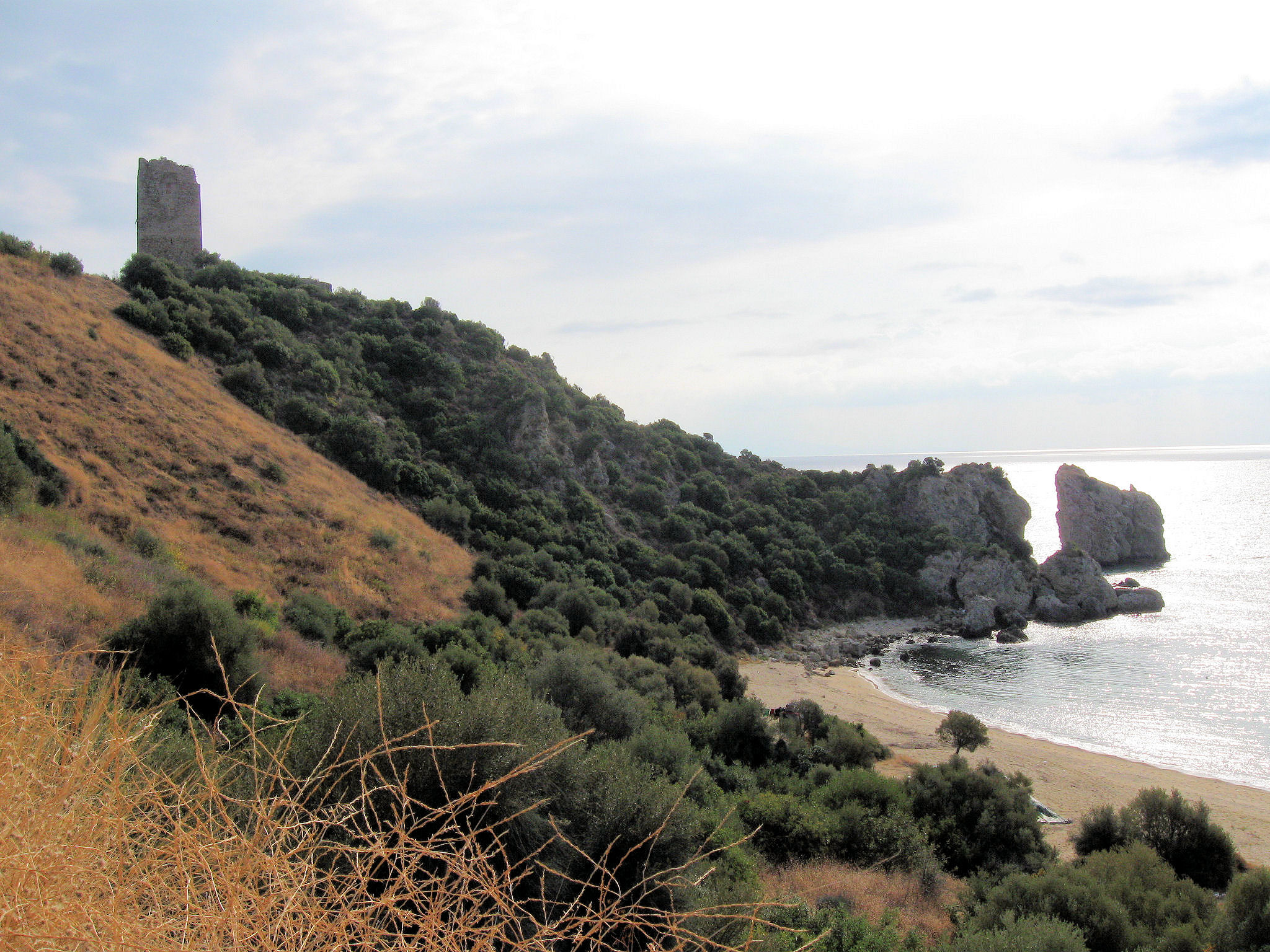
An der Südküste bei Folia
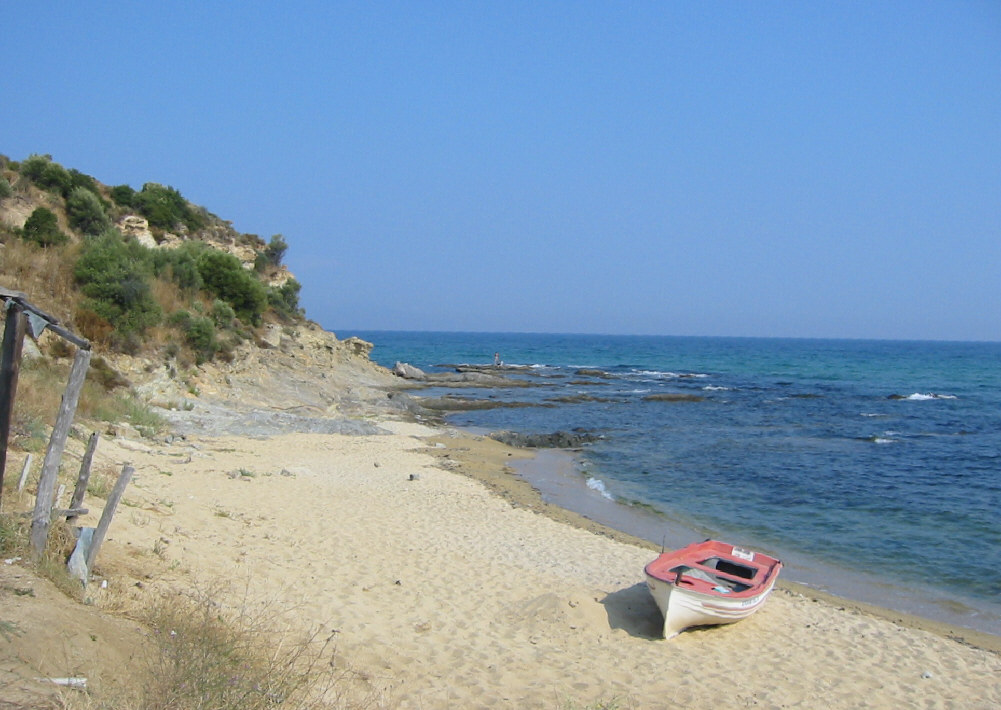
Strand bei Eleftheres
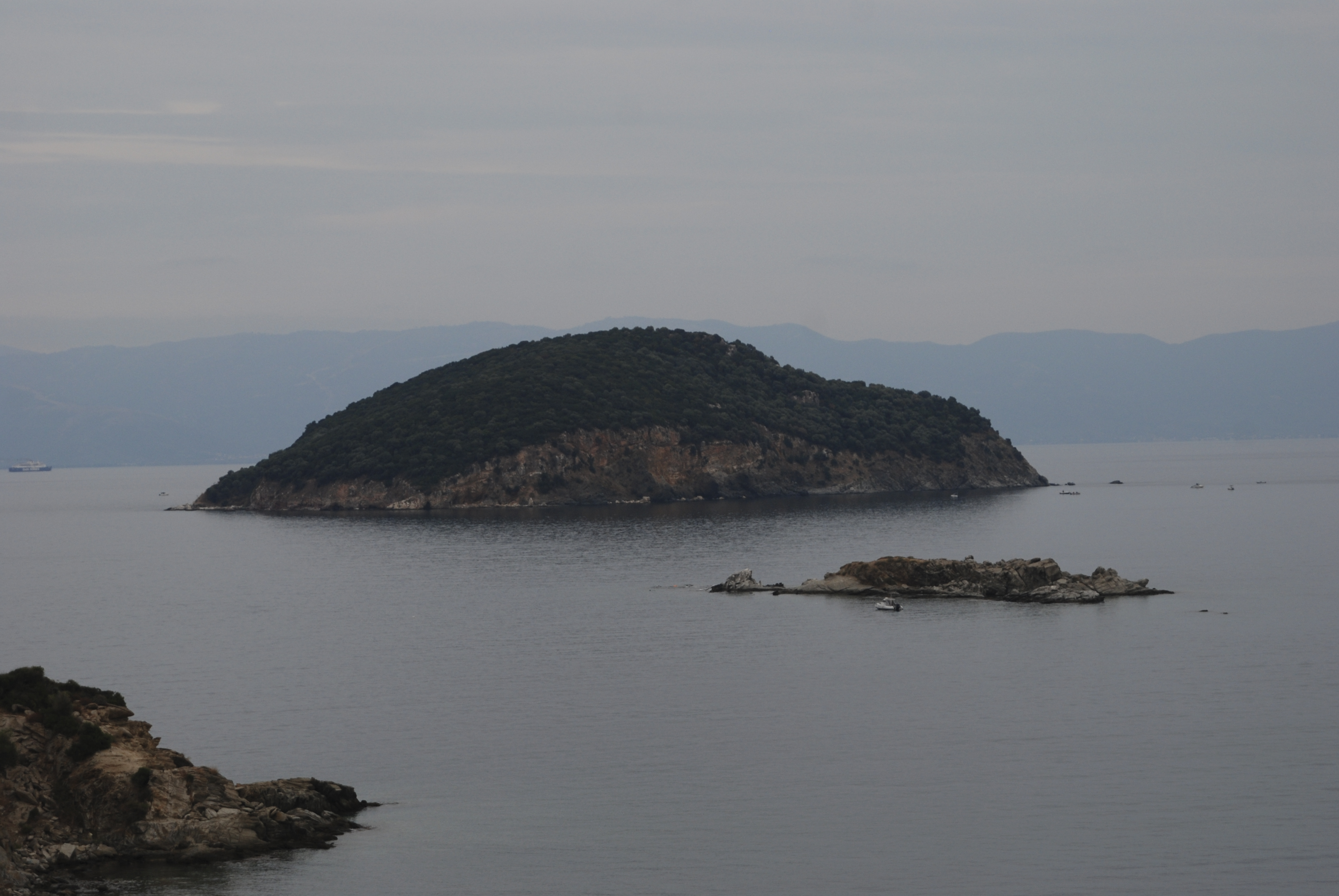
Die Inseln Xifios und Xeronisi vor Nea Iraklitsa

## Geschichte

### Frühzeit und Antike
Das Bergland von Pangeo und Symvolo wurde bereits sehr früh zur Metallgewinnung benutzt. Noch vor der Wende zum 1. Jahrtausend vor Christus siedelten sich thrakische Stämme in dem Gebiet an. Einer der alten Namen für das Gebiet zwischen Pangeo und Symvolo lautete nach dem thrakischen Stamm der Pierer Pieris, die auch als Gründer der Stadt Phagrēs (Φάγρης) am Eingang des Marmaras-Tals gelten und das Tal lange unbehelligt bewohnten. Herodot berichtet von den Phöniziern als ersten Kolonisten der Insel Thasos, die auch das Gold des Pangaion abgebaut hätten. Diese werden von der Wissenschaft meist als Anhänger der Mykenischen Kultur gedeutet. Ab etwa 680 wurde Thasos von Kolonisten von der Insel Paros eingenommen, die von dort das gegenüber liegende Festland einnahmen; in der Folge wurde das Gebiet der Gebirge Pangeo, Symvolo und der Lekani-Berge als thasische Peraia (zu altgriechisch πέραν peran ‚gegenüber‘) von Thasos aus verwaltet. Die Handelsplätze Oisymē (Οἰσύμη) und Galēpsos (Γαληψός) waren thasische Gründungen und werden im Küstengebiet der Gemeinde verortet. Der Westen des Pangeo lag im Einflussbereich einer thrakischen Stadt, die in klassischer Zeit von Athen kolonisiert und Amphipolis genannt wurde. Zusammen mit Thasos geriet die Peraia im 5. Jahrhundert mehrfach in die Auseinandersetzungen Athens mit Sparta und wurde mehrfach erobert. Die griechische Kolonisation reichte jedoch nur bis an die thrakische Küste und die küstennahen Ebenen. Das Hinterland weiter nördlich gehörte zeitweise zum Herrschaftsbereich der thrakischen Odrysen.

### Makedonien und Byzanz (168 v. Chr. bis 1371)
Im Jahre 356 v. Chr. nahm Philipp II. von Makedonien Amphipolis ein, in den Folgejahren auch das gesamte Gebiet Pangeos. 340 war ganz Thrakien in makedonischer Hand. Im Dritten Makedonisch-Römischen Krieg 168 v. Chr. eroberte das Römische Reich das Gebiet und zerschlug Makedonien endgültig, Pangeo gehörte zu der in Folge installierten römischen Provinz Macedonia und wird seither nicht mehr Thrakien, sondern Ostmakedonien zugeordnet. Um 146 v. Chr. wurde die römische Fernstraße Via Egnatia erbaut, die Rom mit Byzanz verband. Sie verlief zwischen Amphipolis und Philippi nördlich um den Pangeo und berührte das Gemeindegebiet nicht direkt.
Die Einwanderung von Slawen auf der Balkanhalbinsel im 7. Jahrhundert ließ die einheimische byzantinische Bevölkerung in den Küstengebieten eher unangetastet, und auch im Gebiet des Pangeo konnte sich griechischsprachige Bevölkerung weitgehend halten. Dennoch weisen viele Ortsnamen slawischen Ursprungs auch auf slawische Bewohner Pangeos hin. Mit dem übrigen inzwischen multiethnischen Makedonien lag Pangeo im Spannungsfeld zwischen dem Byzantinischen Reich, den frühen Bulgarischen Reichen und den fränkischen Staaten infolge des Vierten Kreuzzugs. Es wechselte im Lauf der Jahrhunderte mehrfach seine Herrscher, lag aber in der Peripherie der umkämpften Städte und Gebiete.

### Osmanische Zeit (1371–1913)

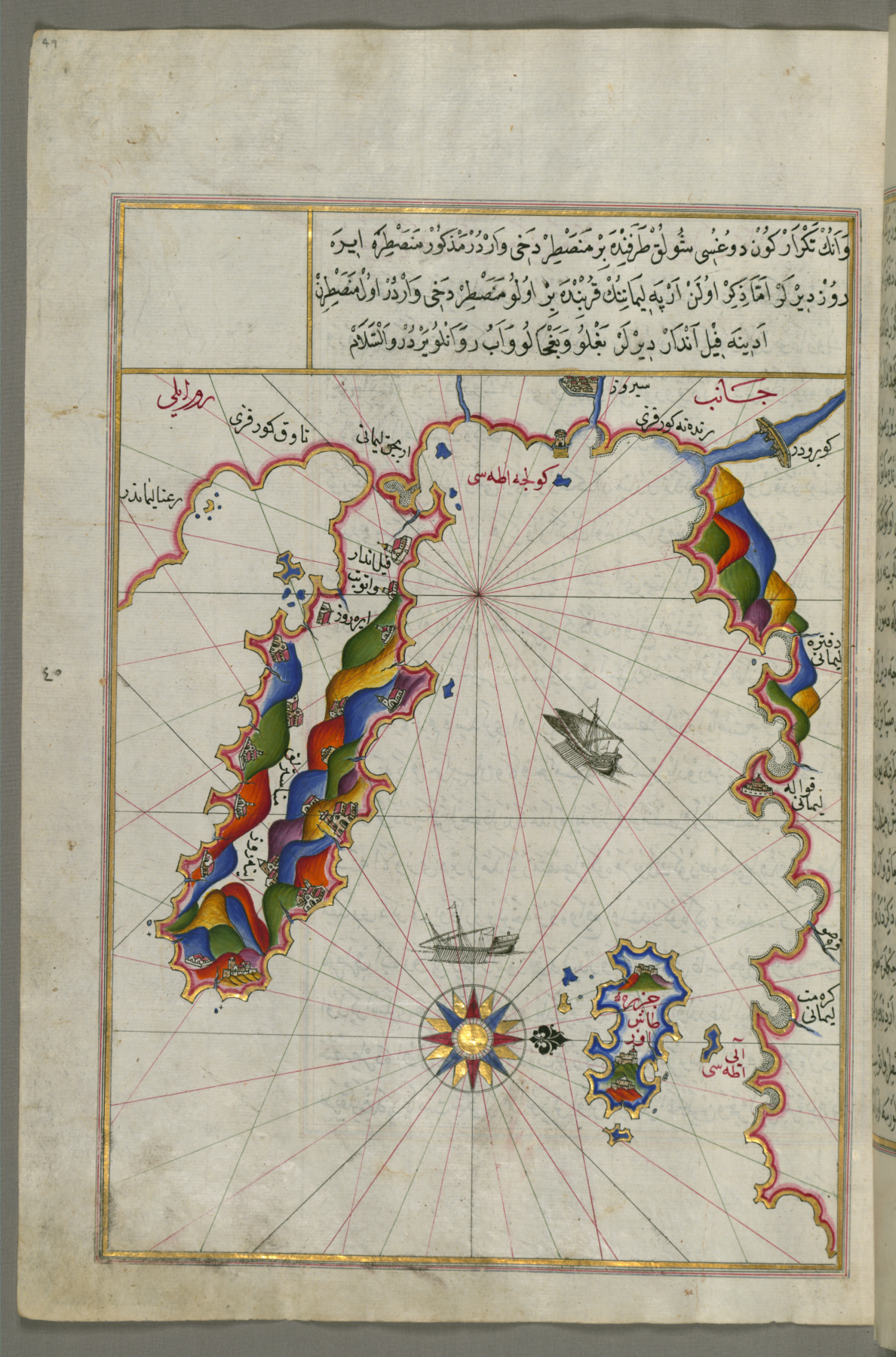
Pangeo auf einer Karte des Piri Reis (rechts oben)

Nach der Eroberung Makedoniens durch das Osmanische Reich (Kavala fiel 1371), wurde vor allem im Marmaras-Tal türkische Bevölkerung angesiedelt und die ansässige Bevölkerung zum Teil islamisiert.
Der osmanische Kaza Pravişte, der von der gleichnamigen Stadt verwaltet wurde, gehörte seit 1864 zum Sandschak Drama im Vilâyet Saloniki. Die erst in dieser Zeit erhobenen ethnografischen Untersuchungen lassen folgenden Schluss zur Bevölkerung Pangeos zu: Die türkische Bevölkerung konzentrierte sich auf das Marmaras-Tal und die Nordflanke des Pangeo, die griechische auf Nikisiani und die Dörfer im Osten des Symvolo, Kučkari (Eleochori) war ein muslimisch-slawisches Dorf, muslimische Roma lebten in dem kleinen Dorf Tsifliki und bildeten beträchtliche Minderheiten in Pravišta und Kariani. In Leftera (Eleftheres) lebte neben orthodoxen Griechen eine ebenso große Zahl muslimischer Griechen.

### Pangeo in Griechenland
Während des Ersten Balkankriegs 1913 eroberte Bulgarien Pangeo, das wenig später aber durch den Vertrag von Bukarest als Ergebnis des Zweiten Balkankriegs endgültig an Griechenland gelangte. Die abrupteste Veränderung in Pangeo brachte der Bevölkerungsaustausch zwischen Griechenland und der Türkei nach 1923, durch den die Vertreibung der Muslime Pangeos in die Türkei sanktioniert und christliche Flüchtlinge aus Ostthrakien und Anatolien in ihren Dörfern angesiedelt wurden. So wuchs das kleine Dorf Kale Čiflik durch die Zuzügler als Nea Peramos zu einer regelrechten Stadt an, während sich im stets griechischen Nikisiani wenig veränderte.

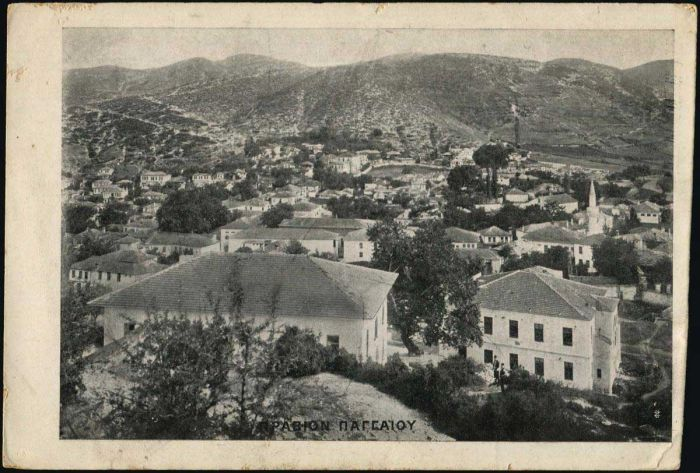
Pravi (Eleftheroupoli) auf einer Postkarte der 1920er Jahre

Die Bevölkerung der Provinz Pangeo nach dem Bevölkerungsaustausch dokumentiert die griechische Volkszählung von 1928, die auch Geburtsort und Muttersprache der Einwohner erfasste. Nach dieser lebten 26.015 Menschen in Pangeo, von denen 12.218 in Griechenland und 13.797 außerhalb Griechenlands (davon 7640 in Kleinasien, 3506 im nichtgriechischen Thrakien und 1935 am Schwarzen Meer) geboren waren. Die wesentlichen Muttersprachen waren Griechisch (24.136 Personen) und Türkisch (1498), ferner Armenisch (280) und Koutzovlachisch (76), als „Makedonoslawisch“ sprechend wurde nur noch ein einziger Einwohner verzeichnet.

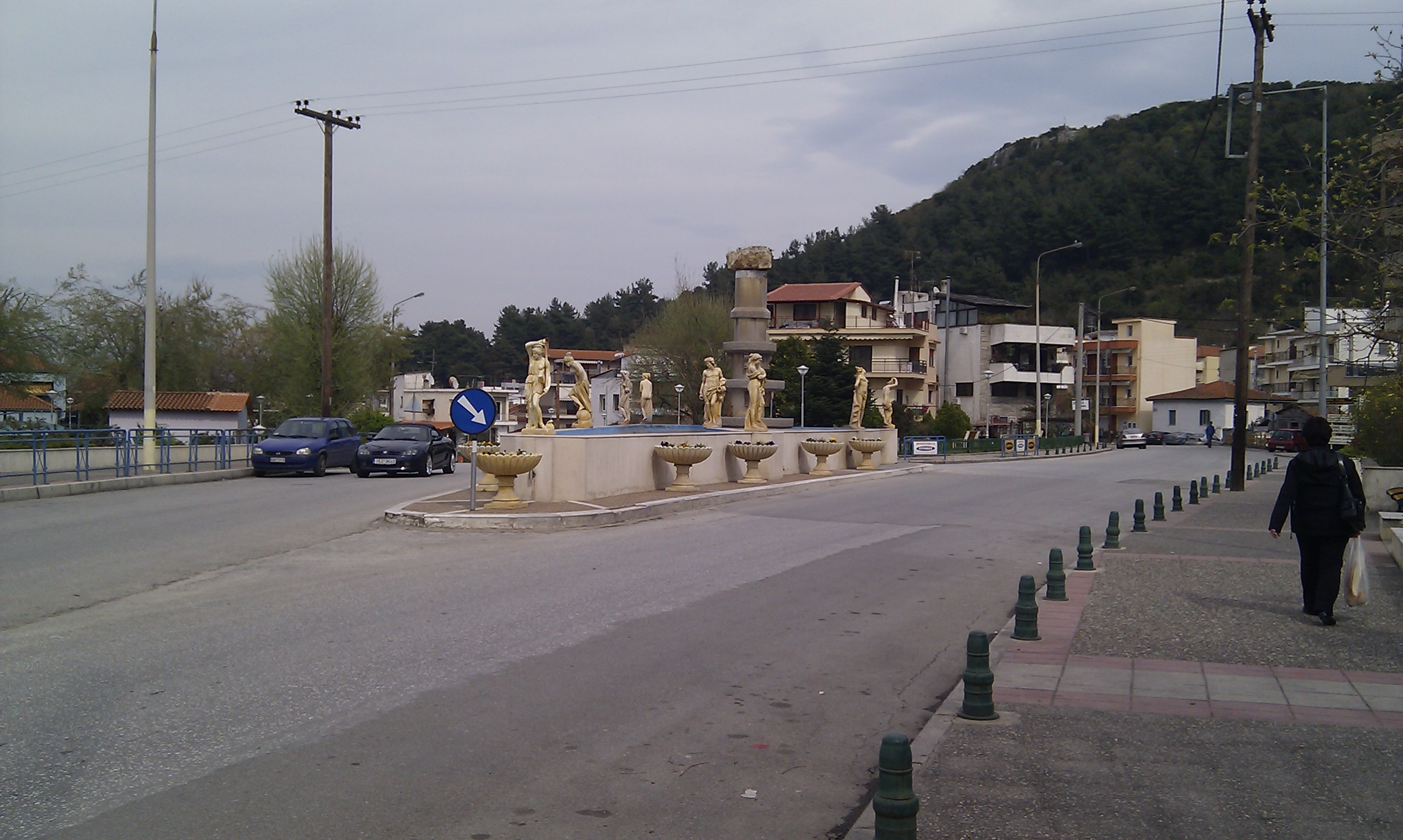
Brunnen in Eleftheroupoli

In Griechenland wurde das Gebiet Pangeos zunächst als Provinz mit zahlreichen Gemeinden verwaltet. Die meisten der Dörfer und Gemeinden mit nichtgriechischen Namen wurden im Laufe des 20. Jahrhunderts umbenannt, so zum Beispiel Kučkari in Eleochori (‚Olivendorf‘) oder Kale Čiflik in Nea Peramos nach Peramos am Marmara-Meer, dem heutigen Karşıyaka auf der Kapıdağ-Halbinsel, aus dem die meisten Flüchtlinge kamen.
1997 gruppierte man die nunmehr 30 Gemeinden Pangeos zu fünf neuen Gemeinden: Pangeo mit den Dörfern an der Nordflanke des Bergs um Nikisiani, Eleftheroupoli um das nun so benannte ehemalige Pravi mit den nördlichen Gemeinden des Marmarastals, südlich des Symvolo an der Küste Eleftheres mit Sitz in Nea Peramos, Pieris nach der alten Landschaftsbezeichnung mit Sitz in Moustheni im unteren Marmarastal, schließlich Orfano, verwaltet von Galypsos im Westen zur Ägäisküste hin. Diese fünf Gemeinden wurden 2011 in Umsetzung des Kallikratis-Programms wieder zur Großgemeinde Pangeo zusammengeschlossen.

## Wirtschaft und Infrastruktur

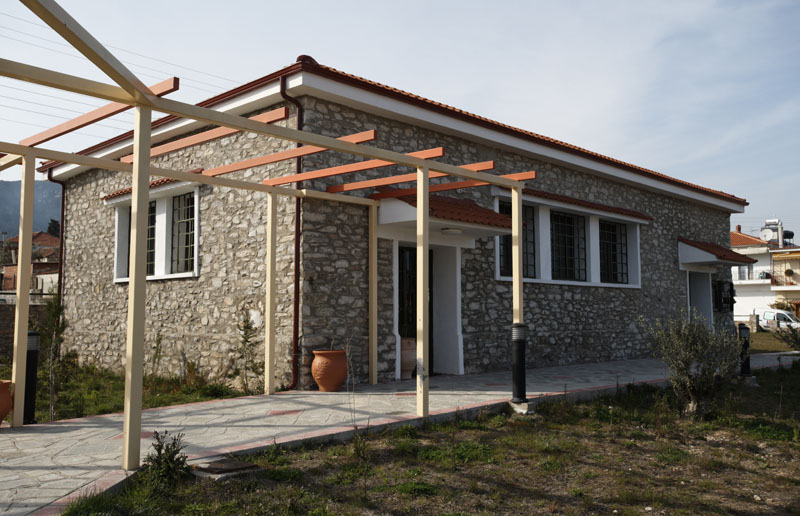
Das Olivenmuseum in Eleochori

Die Gemeinde ist agrarisch geprägt. Im Osten der Gemeinde und im Marmaras-Tal ist dies vor allem die Tabak-Produktion, die mit zur Bedeutung Kavalas als Tabakhandelsplatz beigetragen hat, in der Ebene von Philippi aber auch Weizen- und Maisanbau. Am Südhang des Symvolo dominiert der Weinbau, es werden Tafeltrauben, Wein und Tsipouro produziert. Myrtofyto verfügt über eine der modernsten Abfüllanlagen für Tsipouro in Griechenland. Zwischen die Weinberge reihen sich hier Olivenhaine. In den höher gelegenen Dörfern am Pangeo spielt auch die Kastanienernte und die Bienenzucht eine Rolle, wie einige Ortsnamen andeuten, im Westen auch der Anbau von Mandeln. In der gesamten Gemeinde gibt es Viehwirtschaft, die unter anderem der lokalen Käseproduktion dient.
An der Küste hat die Fischerei eine lange Tradition, zwischen Nea Peramos und Nea Iraklitsa befindet sich eine nationale Forschungsanstalt für Fischerei mit angeschlossener Bibliothek und Museum.
Der Tourismus spielt ebenfalls an der Küste die größte Rolle, die Orte an der westlichen Küste der Gemeinde verfügen über ausgedehnte Sandstrände und die entsprechende Infrastruktur für den Badetourismus. Nea Peramos und Iraklitsa bieten zusätzlich Anlegeplätze für Segelyachten und Wassersport-Angebote. Auch die Nähe zur Großstadt Kavala 14 km östlich hat ein großes gastronomisches Angebot entstehen lassen. Für Ausflüge bieten sich die Bergregionen mit Höhlen und malerischen Landschaften, Ruinen alter Klöster und alten Steinbrücken über die Bergbäche an.
Durch das Marmaras-Tal verläuft die griechische A 2, die Haupt-Ost-West-Verbindung in Nordgriechenland. Sie durchquert im Osten das Symvolo-Massiv in einem Tunnel und erreicht dann Nea Iraklitsa, wenig weiter nordöstlich Kavala. Direkt an der Küste verläuft die Nationalstraße 2 parallel zur Strecke der Autobahn. Der internationale Flughafen Kavala liegt in rund 30 Kilometern Entfernung östlich von Kavala. Ein Eisenbahnanschluss besteht nicht.

## Verwaltungsgliederung
Die 30 bis 1997 eigenständigen Gemeinden bilden heute Stadtbezirke (Einzahl griechisch dimotiki kinotita, für Orte über 2.000 Einwohner) oder Ortsgemeinschaften (Einzahl topiki kinotita), die eigene Ortsvertretungen wählen. Die Einwohnerzahlen stammen aus dem Ergebnis der Volkszählung 2011.

Lage des Gemeindebezirks Eleftheres

- Gemeindebezirk Eleftheres – Δημοτική Ενότητα Ελευθερών – 9.082
  - Stadtbezirk Nea Peramos – Δημοτική Κοινότητα Νέας Περάμου – 3.532
    - Agia Marina – Αγία Μαρίνα – 5
    - Agios Athanasios – Άγιος Αθανάσιος – 13
    - Nea Peramos – Νέα Πέραμος – 3.514

  - Ortsgemeinschaft Agios Andreas – Τοπική Κοινότητα Αγίου Ανδρέου – Άγιος Ανδρέας – 411
  - Ortsgemeinschaft Eleochori – Τοπική Κοινότητα Ελαιοχωρίου – 1.222
    - Eleochori – Ελαιοχώρι – 1.195
    - Paralia Eleochoriou – Παραλία Ελαιοχωρίου – 27

  - Ortsgemeinschaft Eleftheres – Τοπική Κοινότητα Ελευθερών – Ελευθερές – 1.303
  - Ortsgemeinschaft Folea – Τοπική Κοινότητα Φωλεάς – 576
    - Folea – Φωλεά – 567
    - Pyrgos – Πύργος – 9

  - Ortsgemeinschaft Myrtofyto – Τοπική Κοινότητα Μυρτοφύτου – 433
    - Myrtofyto – Μυρτόφυτο – 424
    - Paralia Myrtofytou – Παραλία Μυρτοφύτου – 9

  - Ortsgemeinschaft Nea Iraklitsa – Τοπική Κοινότητα Νέας Ηρακλίτσης – 1.605
    - Apovathra – Αποβάθρα – 45
    - Nea Iraklitsa – Νέα Ηρακλίτσα – 1.560

Lage des Gemeindebezirks Eleftheroupoli

- Gemeindebezirk Eleftheroupoli – Δημοτική Ενότητα Ελευθερούπολης – 9.492
  - Stadtbezirk Eleftheroupoli – Δημοτική Κοινότητα Ελευθερούπολης – 5.555
    - Chortokopi – Χορτοκόπι – 398
    - Dasiko Chorio – Δασικό Χωριό – 0
    - Eleftheroupoli – Ελευθερούπολη – 4.360
    - Exochi – Εξοχή – 142
    - Panagia – Παναγιά – 655

  - Ortsgemeinschaft Amisiana – Τοπική Κοινότητα Αμισιανών – Αμισιανά – 927
  - Ortsgemeinschaft Andifilippi – Τοπική Κοινότητα Αντιφιλίππων – Αντιφίλιπποι – 869
  - Ortsgemeinschaft Chrysokastro – Τοπική Κοινότητα Χρυσοκάστρου – 322
    - Chrysokastro – Χρυσόκαστρο – 307
    - Moni Agiou Pandeleimonos – Μονή Αγίου Παντελεήμονος – 15

  - Ortsgemeinschaft Kipia – Τοπική Κοινότητα Κηπίων – 347
    - Ano Chortokopi – Άνω Χορτοκόπι – 22
    - Kipia – Κηπία – 325

  - Ortsgemeinschaft Kokkinochoma – Τοπική Κοινότητα Κοκκινοχώματος – Κοκκινόχωμα – 1.472

Lage des Gemeindebezirks Orfano

- Gemeindebezirk Orfano – Δημοτική Ενότητα Ορφανού – Ορφανό – 5.249
  - Ortsgemeinschaft Akropotamos – Τοπική Κοινότητα Ακροποτάμου – 675
    - Akropotamos – Ακροπόταμος – 675
    - Loutra Eleftheron – Λουτρά Ελευθερών – 0

  - Ortsgemeinschaft Galipsos – Τοπική Κοινότητα Γαληψού – Γαληψός – 414
  - Ortsgemeinschaft Kariani – Τοπική Κοινότητα Καριανής – 664
    - Kariani – Καριανή – 591
    - Vrysi – Βρύση – 73

  - Ortsgemeinschaft Ofrynio – Τοπική Κοινότητα Οφρυνίου – 1.904
    - Ofrynio – Οφρύνιο – 758
    - Paralia Ofryniou – Παραλία Οφρυνίου – 1.146

  - Ortsgemeinschaft Orfani – Τοπική Κοινότητα Ορφανίου – 706
    - Megas Alexandros – Μέγας Αλέξανδρος – 50
    - Orfani – Ορφάνι – 656

  - Ortsgemeinschaft Podochori – Τοπική Κοινότητα Ποδοχωρίου – 886
    - Kokkinochori – Κοκκινοχώρι – 278
    - Podochori – Ποδοχώρι – 608

Lage des Gemeinbezirks Pangeo

- Gemeindebezirk Pangeo – Δημοτική Ενότητα Παγγαίου – 4.251
  - Stadtbezirk Nikisiani – Δημοτική Κοινότητα Νικήσιανης – Νικήσιανη – 2.236
  - Ortsgemeinschaft Georgiani – Τοπική Κοινότητα Γεωργιανής – Γεωργιανή – 611
  - Ortsgemeinschaft Paleochori – Τοπική Κοινότητα Παλαιοχωρίου – Παλαιοχώρι – 1.404

Lage des Gemeinbezirks Pieris

- Gemeindebezirk Pieris – Δημοτική Ενότητα Πιερέων – Πιερείς – 4.011
  - Ortsgemeinschaft Avli – Τοπική Κοινότητα Αυλής – 504
    - Avli – Αυλή – 504
    - Palia Avli – Παλιά Αυλή – 0

  - Ortsgemeinschaft Domatia – Τοπική Κοινότητα Δωματίων – Δωμάτια – 457
  - Ortsgemeinschaft Melissokomio – Τοπική Κοινότητα Μελισσοκομείου – 424
    - Melissokomio – Μελισσοκομείο – 284
    - Pyrgochori – Πυργοχώρι – 140

  - Ortsgemeinschaft Mesia – Τοπική Κοινότητα Μεσιάς – 379
    - Melissa – Μέλισσα – 209
    - Mesia – Μεσιά – 170

  - Ortsgemeinschaft Mesoropi – Τοπική Κοινότητα Μεσορόπης – Μεσορόπη – 456
  - Ortsgemeinschaft Moustheni – Τοπική Κοινότητα Μουσθένης – Μουσθένη – 647
  - Ortsgemeinschaft Platanotopos – Τοπική Κοινότητα Πλατανοτόπου – Πλατανότοπος – 584
  - Ortsgemeinschaft Sidirochori – Τοπική Κοινότητα Σιδηροχωρίου – 560
    - Karavangelis – Καραβαγγέλης – 371
    - Sidirochori – Σιδηροχώρι – 189